# Marc Esposito
Pour les articles homonymes, voir Esposito.
 (mai 2019).
Si vous disposez d'ouvrages ou d'articles de référence ou si vous connaissez des sites web de qualité traitant du thème abordé ici, merci de compléter l'article en donnant les références utiles à sa vérifiabilité et en les liant à la section « Notes et références ».
Marc Esposito, né le 16 juillet 1952 à Alger est un journaliste, réalisateur et scénariste français.

## Biographie
Issu d'un famille de pieds-noirs d'origine napolitaine, son père est attaché commercial de la compagnie Shell. Il passe son enfance en Algérie, à Alger, Constantine et Oran, puis à partir de juin 1962, après l'indépendance de l'Algérie, à Pennautier (Aude), Carcassonne (Aude), Charleville-Mézières (Ardennes) et enfin Amiens (Somme) où il entre en faculté pour y faire une licence de lettres modernes. 
Il est très tôt passionné de cinéma, à treize ans, il a déjà vu plus de 200 films. Adolescent, ses idoles sont Catherine Deneuve, Johnny Hallyday, Léo Ferré, Otis Redding, les Beatles et Alain Delon.
En 1972, il entre au Centre de formation des journalistes (CFJ). À l'issue de sa formation, l'été 1974, il fait un stage au Provençal à Avignon où il couvre le festival, interviewe Léo Ferré et Barbara et rencontre Jean-Pierre Lavoignat qui sera son bras droit pendant plus de dix ans à Première et Studio Magazine. En 1975, il effectue son service militaire à Paris, avenue de Suffren, et s'occupe de l'hebdomadaire Cols bleus de la Marine nationale où il crée une rubrique de critique cinématographique.
Après un très rapide passage à France-Soir et au quotidien But !, il intègre l'équipe du magazine Onze alors en plein essor. Avec le directeur de Onze, Jean-Pierre Frimbois, il crée en 1976 le plus important mensuel français consacré au cinéma : le magazine Première puis en 1987 Studio Magazine.
Une très forte amitié le lie à Gérard Depardieu de 1982 à 1992.
Il quitte Studio Magazine et le journalisme en 1993, et se reconvertit dans l'écriture et la réalisation. Le film qui l’a fait connaître auprès du grand public est Le Cœur des hommes en 2003. 
Depuis Mon pote en 2010, il est aussi producteur, avec sa société Wayan Productions.
En 2016, il part vivre à Bali.
En 2019, il publie ses Mémoires d'un enfant du cinéma. Les années Première.

### Famille
Marc Esposito a une fille avec la journaliste Martine Moriconi : Adèle, née en 1982.

## Filmographie

### Réalisateur et scénariste
- 1992 : Patrick Dewaere, documentaire
- 2003 : Le Cœur des hommes
- 2006 : Toute la beauté du monde
- 2007 : Le Cœur des hommes 2
- 2010 : Mon pote
- 2013 : Le Cœur des hommes 3

### Co-scénariste
- 2000 : L'Envol de Steve Suissa.

## Publications
- 1999 : Toute la beauté du monde, roman (Anne Carrière, Livre de poche)
- 2007 : Au cœur des hommes, essai (Éditions du Moment)
- 2014 : Rendez-vous en boîte, pièce de théâtre créée au théâtre de la Gaîté Montparnasse
- 2019 : Mémoires d'un enfant du cinéma - Les années Première, récit autobiographique (Robert Laffont)